# 2012年栃木県知事選挙
2012年栃木県知事選挙（2012ねんとちぎちじせんきょ）は、2012年（平成24年）11月18日に投票が行われた栃木県知事を選出するための選挙である。

## 概要
現職の福田富一の任期満了に伴う選挙。現職の福田に対して、共産党公認で前県議の野村節子が挑む選挙戦となった。主な論点は社会保障政策や景気対策、指定廃棄物処分場問題など。

## 選挙データ

### 任期満了
- 2012年（平成24年）12月8日

### 告示日
- 2012年（平成24年）11月1日

### 執行日
- 2012年（平成24年）11月18日
  - 当日の投票時間帯：午前7時〜午後8時
  - 期日前投票:2012年11月2日〜11月17日
  - 2012年10月31日現在の県内有権者数:1,632,052名（男性807,831名、女性824,221名）[2]

### 同日選挙
- 栃木県議会議員補欠選挙（11月9日 告示）
  - 小山市・野木町選挙区（当該議員の市長選出馬による）
  - 那須塩原市・那須町選挙区（当該議員の市長選出馬による）
- 宇都宮市長選挙（11月11日 告示、任期満了に伴う）

## 立候補者
2名、届け出順
| 立候補者                     | 年齢 | 党派                           | 現新元 | 肩書き                           |
| ---------------------------- | ---- | ------------------------------ | ------ | -------------------------------- |
| 福田富一 （ふくだ とみかず） | 59   | 無所属 （自民党、公明党 推薦） | 現     | 栃木県知事、元宇都宮市長         |
| 野村節子 （のむら せつこ）   | 59   | 日本共産党                     | 新     | 党県委員会副委員長、元県議会議員 |

現職の福田は2012年5月25日に3選を目指し立候補を表明。一方、新人の野村は同年10月4日に立候補を表明。みんなの党と民主党は独自候補の擁立を断念した。

## 選挙結果

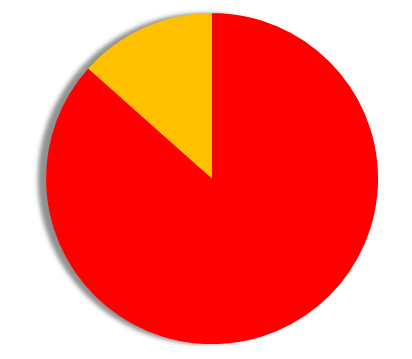
各候補の得票率（得票数の多かった順）

現職の福田が、新人の野村に大差を付けて3期目の当選を果たした。投票率は過去3番目に低い33.64％。
候補者別の得票数の順位、得票数、得票率、惜敗率、供託金没収概況は以下のようになった。供託金欄のうち「没収」とある候補者は、有効投票総数の10%を下回ったため全額没収された。得票率と惜敗率は未発表のため暫定計算とした（小数3位以下四捨五入）。
|      | 順位 | 候補者名  | 党派       | 新旧 | 得票数  | 得票率 | 惜敗率 | 供託金 |
| ---- | ---- | --------- | ---------- | ---- | ------- | ------ | ------ | ------ |
| 当選 | 1    | ■福田富一 | 無所属     | 現   | 462,299 | 86.57% | ----   |        |
|      | 2    | ■野村節子 | 日本共産党 | 新   | 71,700  | 13.43% | 15.50% |        |

出典:
福田は2期8年の実績や人材育成など144項目の公約をアピールし、政党や各種団体などの支援を受け選挙戦を優位に展開した。一方、野村は県政の転換や「脱原発」を主張したが、大差で敗れる結果となった。